# ماساتو كودا
ماساتو كودا (甲田雅人 كودا ماساتو) هو ملحن ياباني ولد في محافظة ياماناشي.

## أعماله في الأنمي

### مسلسلات أنمي تلفزيونية
- آربيجيو الفولاذ الأزرق: آرس نوفا
- حرب السحر
- ماريا العذراء
- البركة لهذا العالم الرائع!
- البركة لهذا العالم الرائع! 2
- تشين كرونيكل: نور هيكسيتاس
- الفرسان والسحر
- راديان
- أسوبي أسوباسي
- كونسبشن
- الحبيبة المنزلية

### أفلام أنمي
- آربيجيو الفولاذ الأزرق: آرس نوفا DC
- آربيجيو الفولاذ الأزرق: آرس نوفا Cadenza
- البركة لهذا العالم الرائع!: الأسطورة القرمزية

## أعماله في ألعاب الفيديو
- سايبربوتس
- دارك ستولكرز 3
- مارفيل vs كابكوم : كلاش أوف سوبر هيروس (بالتعاون مع يوكو تاكيهارا)
- ديفل ماي كراي (بالتعاون مع ماسامي أويدا)
- ديفل ماي كراي 2 (بالتعاون مع تيتسويا شيباتا)
- سلسلة ألعاب مونستر هنتر
- سوبر سماش برذرز براول
- سوبر سماش برذرز فور نينتندو 3دي إس و وي يو
- سوبر سماش برذرز ألتميت
- إل شاداي: أسنشن أوف ذا ميتاترون (بالتعاون مع كينتو هاسيغاوا)
- كونسبشن بلس: ميدنز أوف ذا تويلف ستارز
- كونسبشن II: تشيلدرين أوف ذا سفن ستارز
- ذا وندرفل 101
- فاير إمبلم فيتس
- كويز نانايرو دريمز: معجزة بلدة قوس قزح (بالتعاون مع إيساو آبي وسيتسوؤو ياماموتو)
- رزدنت إيفل أوت بريك
- ماجيكال تتريس تشالينج
- دانجنز أند دراغونز: شادو أوفر ميستارا
- هاي! بيكمين (بالتعاون مع كينتو هاسيغاوا)
- ماي هيرو ونز جاستيس (بالتعاون مع كينتو هاسيغاوا)
- ماي هيرو ونز جاستيس 2 (بالتعاون مع كينتو هاسيغاوا و ريوتا هيدا)

## وصلات خارجية
- ماساتو كودا على موقع IMDb (الإنجليزية)
- ماساتو كودا على موقع ميوزك برينز (الإنجليزية)
- ماساتو كودا على موقع ديسكوغز (الإنجليزية)
- ماساتو كودا على موقع قاعدة بيانات الفيلم (الإنجليزية)

- صفحة IMDb
- mtocoda[4]على تويتر.